# 核輸送
核輸送（かくゆそう、英: nuclear transport）は、細胞質と細胞核の間の物質輸送である。低分子は調節を受けることなく核へ自由に出入りすることができるが、RNAやタンパク質のような巨大分子の輸送は核膜孔複合体によって緊密に制御されており、カリオフェリンのような輸送因子との結合が必要である。核内への輸送に用いられるカリオフェリンはインポーチン、核外への輸送に用いられるものはエクスポーチンと呼ばれる。
細胞質から核へ輸送されるタンパク質には、インポーチンが結合する核局在化シグナル（NLS）が存在している。NLSはタグとして働くアミノ酸配列である。その配列は多様であり、親水的な配列であることが一般的であるが、疎水的な配列も記載されている。エクスポーチンと結合したタンパク質、tRNA、組み立てられたリボソームサブユニットは核外へ輸送される。エクスポーチンは核外搬出シグナル（NES）と呼ばれるシグナル配列に結合する。インポーチンとエクスポーチンの積み荷を輸送する能力は、Ras関連GTPアーゼであるRanによって調節される。
GTPアーゼはグアノシン三リン酸（GTP）と呼ばれる分子を結合する酵素で、その後加水分解によってグアノシン二リン酸（GDP）を作り出してエネルギーを放出する。Ranは、GTPとGDPのどちらと結合しているかによってコンフォメーションが異なる。GTP結合状態では、Ranはカリオフェリン（インポーチンとエクスポーチン）に結合することができる。インポーチンはGTP結合型Ranとの結合に伴い積み荷を解離する一方、エクスポーチンは積み荷を輸送するためにGTP結合型Ranとの三者複合体を形成しなければならない。Ranのどちらの結合状態が優勢であるかは、Ranが核に位置しているか（GTP結合型が優勢）、細胞質に位置しているか（GDP結合型が優勢）によって異なる。

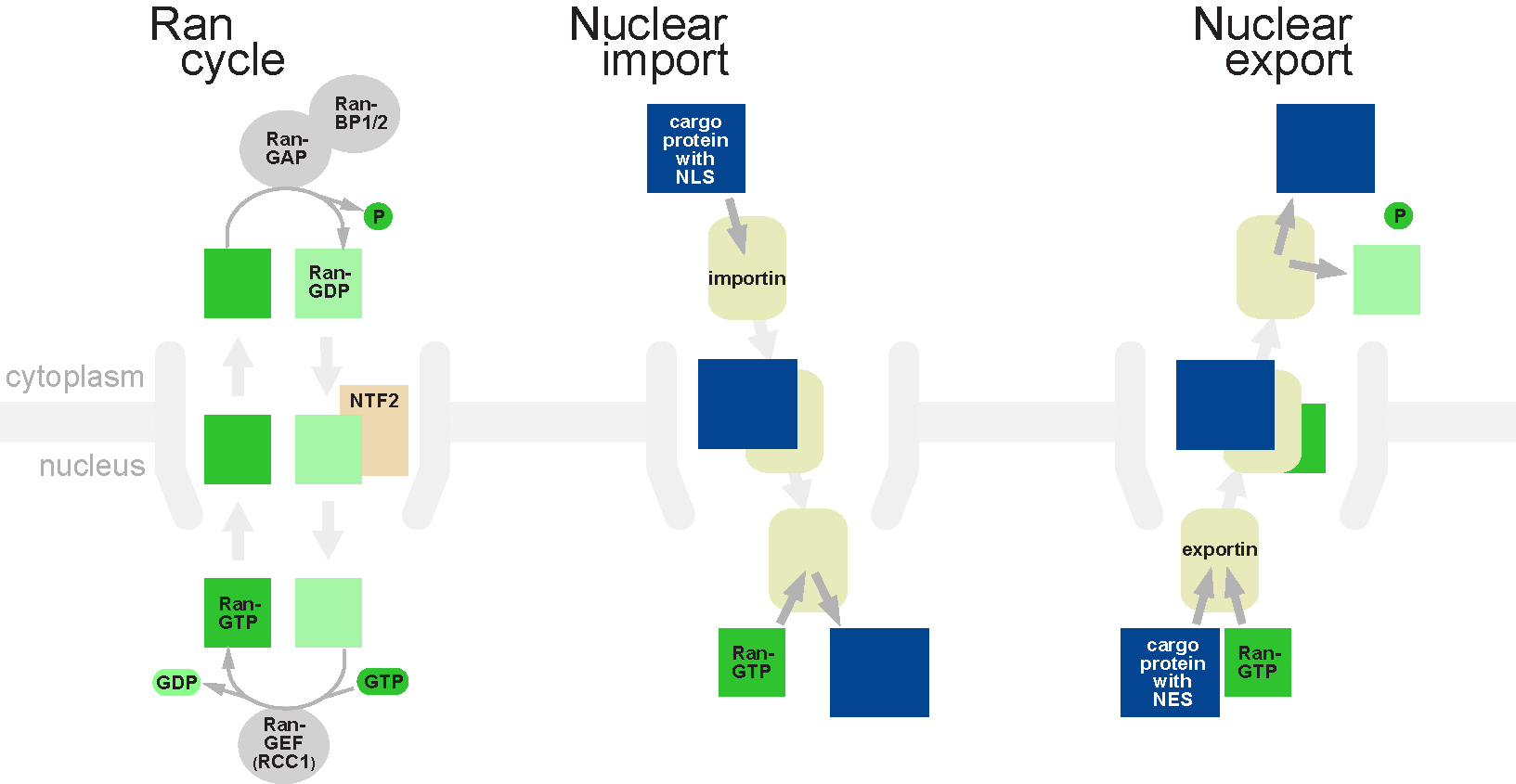
RNAやタンパク質のような高分子は、Ran-GTP核輸送サイクルと呼ばれる過程で核膜を越えて能動輸送される。

## 核内輸送
インポーチンは細胞質で積み荷と結合し、その後核膜孔複合体と相互作用してチャネルを通過できるようになる。いったん核内に入ると、GTP結合型Ran（Ran-GTP）との相互作用によってインポーチンのコンフォメーション変化が引き起こされ、積み荷が解離する。その結果生じたインポーチンとRan-GTPとの複合体は細胞質へ移行し、そこでRan結合タンパク質（RanBP）がRan-GTPをインポーチンから引き離す。この分離によってGTPアーゼ活性化タンパク質（GAP）がRan-GTPに結合できるようになり、GTPをGDPへ加水分解する。この過程によって生じたRan-GDPは核輸送因子NUTF2と結合し、核へ送り返される。核ではRan-GDPはグアニンヌクレオチド交換因子（GEF）と相互作用し、GDPがGTPへ置き換えられる。こうして再びRan-GTPとなり、新たなサイクルが開始される。

## 核外輸送
核外輸送は大まかに言えば核内輸送の逆の過程である。核内でエクスポーチンは積み荷タンパク質とRan-GTPと結合し、核膜孔を通って細胞質へ拡散し、細胞質で複合体は解離する。Ran-GTPはGAPと結合してGTPを加水分解し、Ran-GDP複合体は核へ送り返されてGDPはGTPへ置き換えられる。したがって、インポーチンは積み荷の解離をRan-GTPに依存し、エクスポーチンは積み荷の結合のためにRan-GTPを必要とする。
転写後修飾が完了した後の成熟mRNAの細胞質への輸送は特別なmRNA核外輸送タンパク質によって行われる。この過程の活性はRanに依存するが、その機構はあまり解明されていない。特に転写が多く行われる一部の遺伝子は核膜孔の物理的近傍に位置しており、転移過程が促進されている。
tRNAの核外輸送もtRNAが受けるさまざまな修飾に依存しており、それによって適切に機能しないtRNAの核外輸送が防がれている。tRNAは新生ペプチド鎖へのアミノ酸の付加という翻訳における中心的役割を果たすため、この品質管理機構は重要である。脊椎動物におけるtRNAの核外輸送因子はエクスポーチン-tと呼ばれている。エクスポーチン-tは核内でtRNAに直接結合し、この過程はRan-GTPの存在下で促進される。tRNAの構造に影響を与える変異によってエクスポーチン-tへの結合は阻害され、従ってこの段階も細胞にとって別の品質管理段階となっている。上述したものと同様に、いったん複合体が核膜を越えると、tRNAの積み荷は解離し細胞質へ放出される。

## タンパク質シャトリング
多くのタンパク質がNESとNLSの双方を持っており、そのため常に核と細胞質を往復（シャトリング）していることが知られている。特定の場合には、これらの段階のいずれか（すなわち核内輸送か核外輸送のどちらか）が翻訳後修飾などによって調節される。
タンパク質のシャトリングはheterokaryon fusion assayによって評価することができる。